# Rudy Palomino
Rudy Palomino Jordán, noto semplicemente come Rudy Palomino (Cusco, 23 luglio 1998), è un calciatore peruviano, centrocampista del Cienciano.

## Caratteristiche tecniche
È un centrocampista centrale.

## Carriera

### Club
Cresciuto nelle giovanili del Cienciano, ha esordito in prima squadra il 22 maggio 2016 disputando l'incontro di Campeonato Descentralizado vinto 3-0 contro lo Sport Victoria.

### Nazionale
Con la nazionale Under-20 peruviana ha preso parte al Sudamericano Under-20 2017.